# Démographie de l'Arizona
La démographie de l'Arizona recense les divers éléments utilisés permettant de décrire la population de l'État. Ils sont regroupés et analysés par différents organismes gouvernementaux et non gouvernementaux. Le dernier recensement exhaustif date de 2010. La fréquence est décennale. Les chiffres donnés entre deux recensements correspondent à des estimations. Au recensement de 2010, L'Arizona figure au 17e rang des États les plus peuplés des États-Unis avec 6 392 017 habitants alors qu'il est classé au 7e rang pour la superficie.

## Population
En 2017, l'Arizona avait une population estimée à de 7 016 270, soit une augmentation de 623 969 (+9,8 %) par rapport au recensement de 2010.

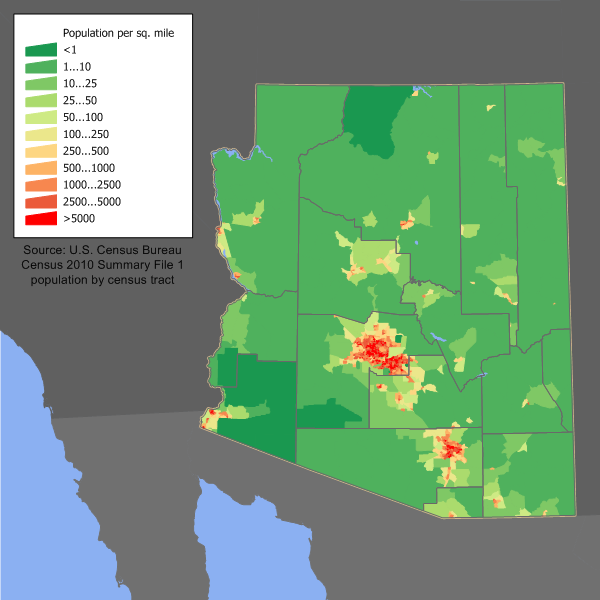
Densité de la population.

| Indicateur                             | Arizona  | États-Unis |
| -------------------------------------- | -------- | ---------- |
| Personnes de moins de 5 ans            | 6,3 %    | 6,2 %      |
| Personnes de moins de 18 ans           | 23,5 %   | 22,8 %     |
| Personnes de plus de 65 ans            | 16,9 %   | 15,2 %     |
| Femmes                                 | 50,3 %   | 50,8 %     |
| Personnes par foyer                    | 2,69     | 2,64       |
| Vétérans                               | 9,8 %    | 8,0 %      |
| Personnes nées étrangères à l'étranger | 13,4 %   | 13,2 %     |
| Personnes étrangères                   | 8,0 %    | 7,0 %      |
| Personnes sans assurance maladie       | 11,9 %   | 10,1 %     |
| Personnes avec un handicap             | 8,4 %    | 8,6 %      |
| Revenus annuels                        | 26 686 $ | 29 829 $   |
| Personnes sous le seuil de pauvreté    | 16,4 %   | 12,7 %     |
| Diplômés du lycée                      | 86,2 %   | 87,0 %     |
| Diplômés de l'université               | 28,0 %   | 30,3 %     |

## Géographie humaine
| Comté      | Population | Densité (hab./km2) | % population de l'État |
| ---------- | ---------- | ------------------ | ---------------------- |
| Apache     | 71 518     | 6,4                | 1,12                   |
| Cochise    | 131 346    | 21,3               | 2,05                   |
| Coconino   | 134 421    | 7,2                | 2,10                   |
| Gila       | 53 597     | 11,3               | 0,84                   |
| Graham     | 37 220     | 8,1                | 0,58                   |
| Greenlee   | 8 437      | 4,6                | 0,13                   |
| La Paz     | 20 489     | 4,6                | 0,32                   |
| Maricopa   | 3 817 117  | 414,9              | 59,72                  |
| Mohave     | 200 186    | 15                 | 3,13                   |
| Navajo     | 107 449    | 10,8               | 1,68                   |
| Pima       | 980 263    | 106,7              | 15,34                  |
| Pinal      | 375 770    | 70                 | 5,88                   |
| Santa Cruz | 47 420     | 38,3               | 0,74                   |
| Yavapai    | 211 033    | 26                 | 3,30                   |
| Yuma       | 195 751    | 35,5               | 3,06                   |

## Origines ethniques
- Hispanic 60-70 %
- Hispaniques 80-90 %
- Amérindiens 40-50 %
- Amérindiens 70-80 %
- Blancs non hispaniques 40-50 %
- Blancs non hispaniques 50-60 %
- Blancs non hispaniques 60-70 %
- Blancs non hispaniques 70-80 %
- Blancs non hispaniques 80-90 %

| Groupe            | Arizona | États-Unis |
| ----------------- | ------- | ---------- |
| Blancs            | 73,0    | 72,4       |
| Autres            | 11,9    | 6,2        |
| Amérindiens       | 4,6     | 0,9        |
| Afro-Américains   | 4,1     | 12,6       |
| Métis             | 3,4     | 2,9        |
| Asiatiques        | 2,8     | 4,8        |
| Océaniens         | 0,2     | 0,2        |
| Total             | 100     | 100        |
|                   |         |            |
| Latino-Américains | 29,7    | 16,7       |

Groupe ethnique majoritaire par comté en 2016 :
Hispanic 60-70 %
Hispaniques 80-90 %
Amérindiens 40-50 %
Amérindiens 70-80 %
Blancs non hispaniques 40-50 %
Blancs non hispaniques 50-60 %
Blancs non hispaniques 60-70 %
Blancs non hispaniques 70-80 %
Blancs non hispaniques 80-90 %

De 1860 à 1880, les Amérindiens ne payant pas de taxes ne sont pas comptabilisés lors du recensement, ce qui explique les variations lors des recensements à cette période. À partir de 1890, l'ensemble des Amérindiens, y compris ceux ne payant pas de taxes et ceux vivant dans des réserves sont comptabilisés.
De 1910 à 1930, le recensement dénombre les personnes d'ascendance mexicaine, puis en 1940, le recensement dénombre les locuteurs hispanophones.
| Année | Blancs    | Amérindiens | Noirs   | Asiatiques | Océaniens | Autres  | Métis     | Total     | Latino-Américains | Blancs non hispaniques |
| ----- | --------- | ----------- | ------- | ---------- | --------- | ------- | --------- | --------- | ----------------- | ---------------------- |
| 1860  | 2 421     | 4 040       | 21      | 0          | 0         |         |           | 6 482     |                   |                        |
| 1870  | 9 581     | 31          | 26      | 20         | 20        | 9 658   |           |           |                   |                        |
| 1880  | 35 160    | 3 493       | 155     | 1 632      | 1 632     | 40 440  |           |           |                   |                        |
| 1890  | 55 580    | 29 981      | 1 357   | 1 171      | 1 171     | 88 243  |           |           |                   |                        |
| 1900  | 92 903    | 26 840      | 1 848   | 1 700      | 1 700     | 122 931 |           |           |                   |                        |
| 1910  | 171 468   | 29 201      | 2 009   | 1 676      | 1 676     | 204 354 | 49 108    | 122 360   |                   |                        |
| 1920  | 291 449   | 32 989      | 8 005   | 1 719      | 1 719     | 334 162 | 88 464    | 202 985   |                   |                        |
| 1930  | 378 551   | 43 726      | 10 749  | 2 547      | 2 547     | 435 573 | 114 173   | 264 378   |                   |                        |
| 1940  | 426 792   | 55 076      | 14 993  | 2 400      | 2 400     | 499 261 | 101 902   | 324 890   |                   |                        |
| 1950  | 654 511   | 65 761      | 25 974  | 3 204      | 3 204     | 137     | 749 587   |           |                   |                        |
| 1960  | 1 169 517 | 83 387      | 43 403  | 5 380      | 5 380     | 474     | 1 302 161 |           |                   |                        |
| 1970  | 1 604 948 | 95 812      | 53 344  | 8 414      | 8 414     | 8 382   | 1 770 900 | 306 609   | 1 316 218         |                        |
| 1980  | 2 240 761 | 154 390     | 74 977  | 22 032     | 22 032    | 227 700 | 2 718 215 | 440 701   | 2 026 262         |                        |
| 1990  | 2 963 186 | 203 527     | 110 524 | 55 206     | 55 206    | 332 785 | 3 665 228 | 688 338   | 2 626 185         |                        |
| 2000  | 3 873 611 | 255 879     | 158 873 | 92 236     | 6 733     | 596 774 | 146 526   | 5 130 632 | 1 295 617         | 3 274 258              |
| 2010  | 4 667 121 | 296 529     | 259 008 | 176 695    | 12 648    | 761 716 | 218 300   | 6 392 017 | 1 895 149         | 3 695 647              |

### Amérindiens

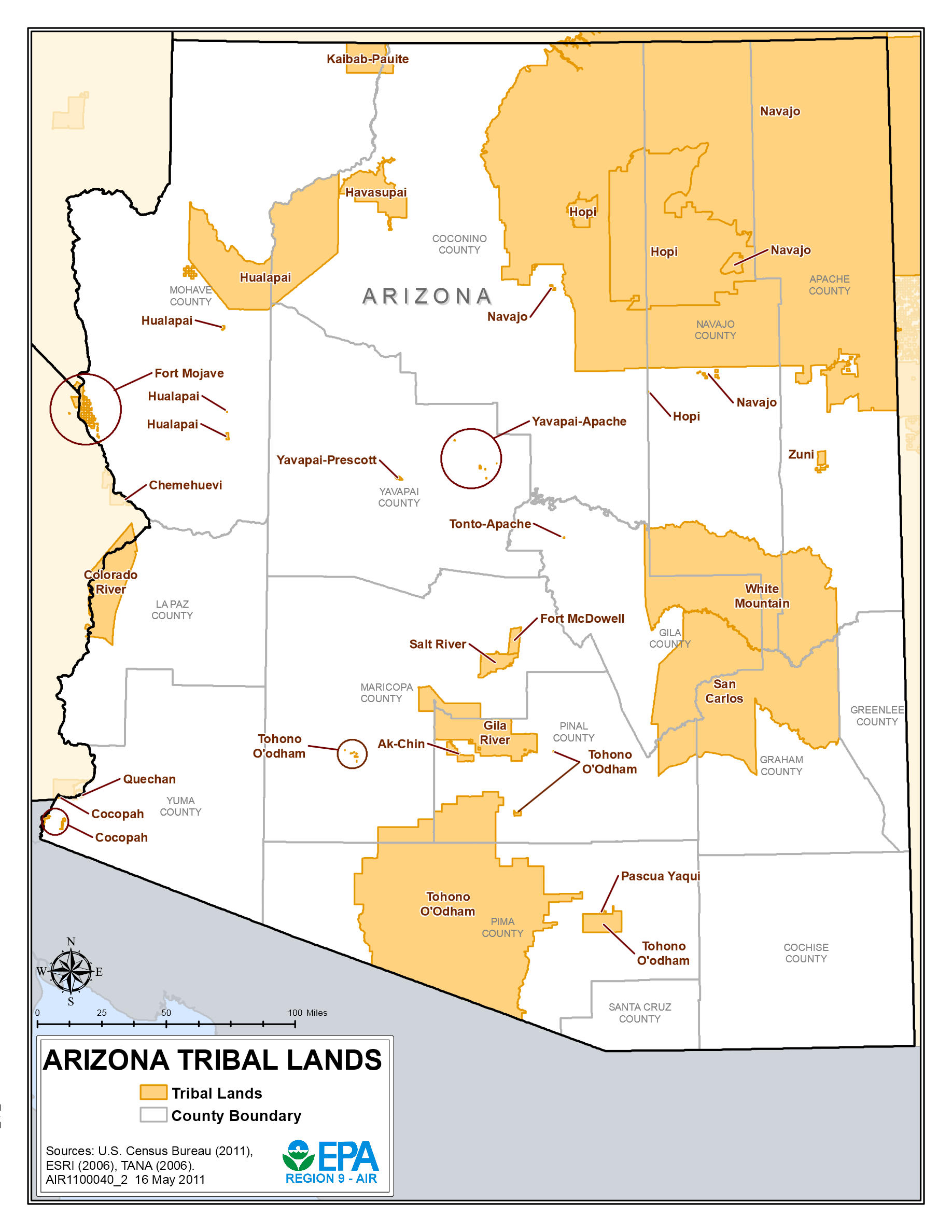
Réserves indiennes en Arizona.

En 2010, les Amérindiens sont majoritaires dans le comté d'Apache, où ils composent 72,9 % de la population , et représentent 43,4 % de la population du comté de Navajo.
| Tribu                  | Population | % de la population amérindienne |
| ---------------------- | ---------- | ------------------------------- |
| Navajos                | 140 263    | 49,44                           |
| Apaches                | 28 149     | 9,92                            |
| Pimas                  | 22 119     | 7,80                            |
| Tohono O'odham         | 19 001     | 6,70                            |
| Yaquis                 | 17 362     | 6,12                            |
| Hopis                  | 11 612     | 4,09                            |
| Cherokees              | 11 178     | 3,94                            |
| Amérindiens du Mexique | 5 796      | 2,04                            |
| Quechans               | 5 490      | 1,94                            |
| Chactas                | 3 516      | 1,24                            |
| Sioux                  | 3 478      | 1,23                            |

### Hispaniques et Latinos

Part de la population hispanique par comté :
1,0–4,9 %
5,0–9,9 %
10,0–19,9 %
> 20,0 %

Les Hispaniques et Latinos sont majoritaires dans le comté de Santa Cruz, où ils représentent 82,8 % de la population et dans le comté de Yuma dont ils composent 59,7 % de la population.
Les Mexicano-Américains composent la majorité de la population hispanique de l'Arizona (87,5 %) et représentent 25,9 % de la population totale de l'État.
Selon l'American Community Survey, pour la période 2011-2015, 73,95 % de la population hispanique âgée de plus de 5 ans déclare parler l'espagnol à la maison, 25,43 % déclare parler l'anglais et 0,65 % une autre langue.

### Asiatiques
| Année | Chinois | Japonais | Philippins | Indiens | Coréens | Vietnamien | Autres | Total   |
| ----- | ------- | -------- | ---------- | ------- | ------- | ---------- | ------ | ------- |
| 1870  | 20      |          |            |         |         |            | 0      | 20      |
| 1880  | 1 630   | 2        |            |         |         |            | 0      | 1 632   |
| 1890  | 1 170   | 1        |            |         |         |            | 0      | 1 171   |
| 1900  | 1 419   | 281      |            |         |         |            | 0      | 1 700   |
| 1910  | 1 305   | 371      |            |         |         |            | 0      | 1 676   |
| 1920  | 1 137   | 550      | 10         | 10      | 12      |            | 0      | 1 719   |
| 1930  | 1 110   | 879      | 472        | 50      | 23      |            | 13     | 2 547   |
| 1940  | 1 449   | 632      | 239        | 65      | 13      |            | 2      | 2 400   |
| 1950  | 1 951   | 780      |            |         |         |            | 473    | 3 204   |
| 1960  | 2 936   | 1 501    | 943        |         |         |            | 0      | 5 380   |
| 1970  | 3 878   | 2 394    | 1 253      |         | 488     |            | 401    | 8 414   |
| 1980  | 6 820   | 4 074    | 3 348      | 2 102   | 2 449   | 1 932      | 1307   | 22 032  |
| 1990  | 13 163  | 6 482    | 8 606      | 5 598   | 6 581   | 4 588      | 6 028  | 51 046  |
| 2000  | 21 221  | 7 712    | 16 176     | 14 741  | 9 123   | 12 931     | 10 332 | 92 236  |
| 2010  | 32 356  | 9 152    | 35 013     | 36 047  | 15 022  | 24 216     | 24 889 | 176 695 |

## Langues

Langue la plus parlée par comté en 2016 :
Espagnol
Anglais
Navajo

| Langue                       | 1980    | 1990    | 2000    | 2010    | 2016    |
| ---------------------------- | ------- | ------- | ------- | ------- | ------- |
| Anglais                      | 79,88 % | 79,25 % | 74,16 % | 72,90 % | 73,12 % |
| Espagnol                     | 13,21 % | 14,17 % | 28,53 % | 20,80 % | 20,43 % |
| Navajo                       | 3,87 %  | 2,34 %  | 2,03 %  | 1,48 %  | 1,31 %  |
| Autres langues amérindiennes | 3,87 %  | 0,89 %  | 0,62 %  | 0,45 %  | 0,42 %  |
| Allemand                     | 0,65 %  | 0,63 %  | 0,54 %  | 0,39 %  | 0,34 %  |
| Langues chinoises            | 0,20 %  | 0,27 %  | 0,33 %  | 0,39 %  | 0,48 %  |
| Arabe                        | 0,08 %  | 0,10 %  | 0,16 %  | 0,24 %  | 0,37 %  |
| Vietnamien                   | 0,06 %  | 0,12 %  | 0,21 %  | 0,30 %  | 0,37 %  |
| Tagalog                      | 2,05 %  | 0,12 %  | 0,21 %  | 0,33 %  | 0,38 %  |
| Autres                       | 2,05 %  | 2,11 %  | 2,88 %  | 2,73 %  | 2,78 %  |

## Religions
| Religion                    | Arizona | États-Unis |
| --------------------------- | ------- | ---------- |
| Protestantisme évangélique  | 26      | 25,4       |
| Catholicisme                | 21      | 20,8       |
| Non affiliés                | 19      | 15,8       |
| Protestantisme traditionnel | 12      | 14,7       |
| Mormonisme                  | 5       | 1,6        |
| Agnosticisme                | 4       | 4,0        |
| Athéisme                    | 3       | 3,1        |
| Judaïsme                    | 2       | 1,9        |
| Églises historiques noires  | 1       | 6,5        |
| Témoins de Jéhovah          | 1       | 0,8        |
| Islam                       | 1       | 0,9        |
| Bouddhisme                  | 1       | 0,7        |
| Hindouisme                  | 1       | 0,7        |
| Autres                      | 3       | 3,1        |